# Dejan Savić

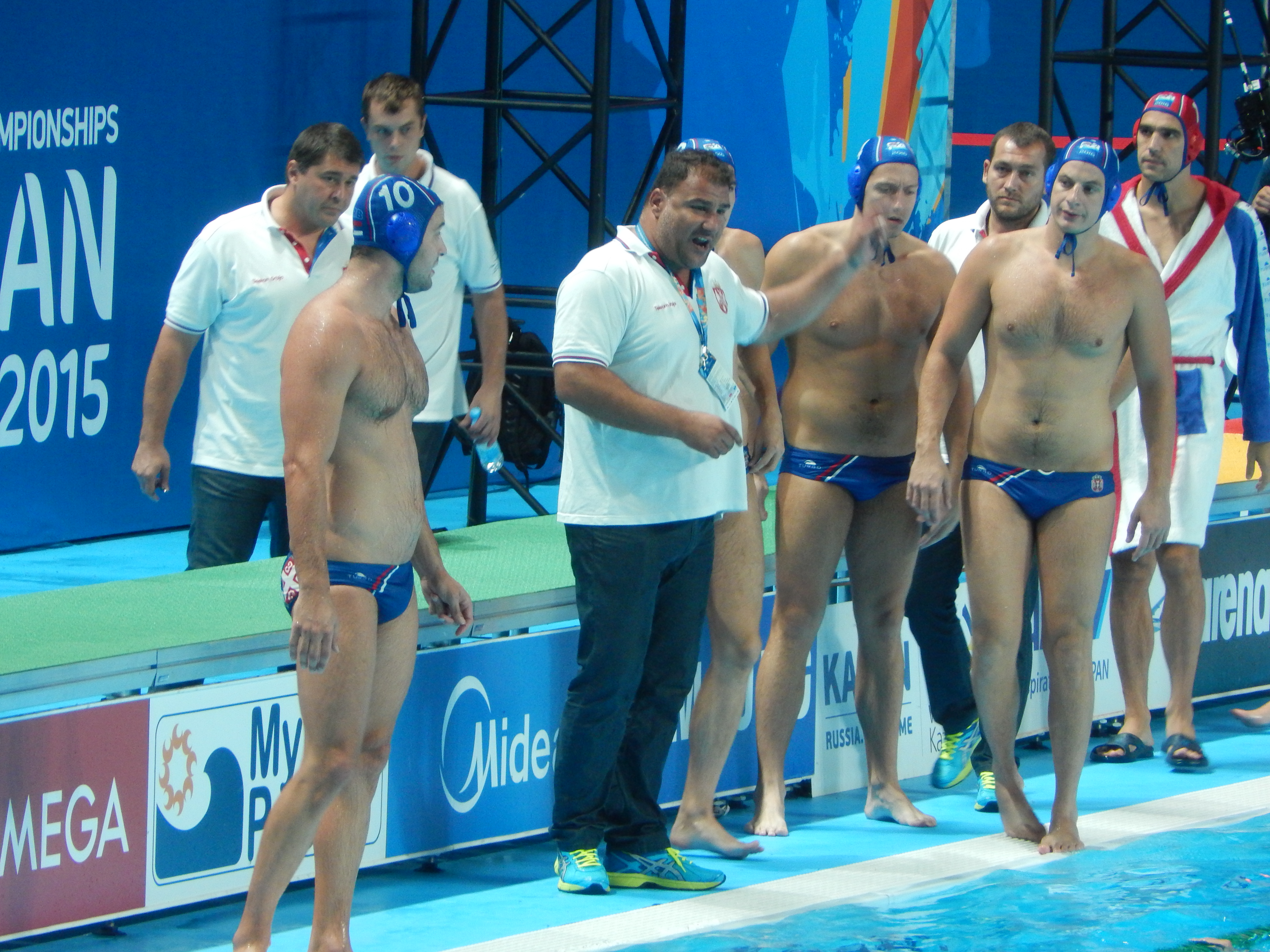
Dejan Savić (Mitte) als Trainer der serbischen Nationalmannschaft beim Titelgewinn im Endspiel der Weltmeisterschaft 2015 in Kasan

Dejan Savić (serbisch-kyrillisch Дејан Савић; * 24. April 1975 in Belgrad, Jugoslawien) ist ein ehemaliger serbischer Wasserballspieler. Mit der Mannschaft von Serbien und Montenegro und mit der serbischen Nationalmannschaft gewann er bei Olympischen Spielen je eine Silbermedaille und zwei Bronzemedaillen. Bei Weltmeisterschaften erkämpfte er einmal Gold, einmal Silber und zweimal Bronze. Hinzu kamen drei Goldmedaillen sowie zwei Silbermedaillen bei Europameisterschaften. Noch erfolgreicher war er als Trainer der serbischen Nationalmannschaft, die er zu zwei Olympiasiegen, einem Weltmeistertitel und drei Europameistertiteln führte.

## Karriere
Der 1,90 Meter große Dejan Savić spielte bis 1998 bei VK Partizan Belgrad, 1995 war er mit dem Team Meister von Serbien und Montenegro. Nach drei Jahren in Barcelona mit einem spanischen Meistertitel folgten vier Jahre in Italien und fünf Jahre bei Sintez Kasan mit einem russischen Meistertitel.
Mit der Studentenauswahl von Serbien und Montenegro gewann Dejan Savić 1995 die Goldmedaille bei der Universiade in Fukuoka. Ab 1996 spielte er auch in der Nationalmannschaft. Bei den Olympischen Spielen in Atlanta unterlag die Mannschaft im Viertelfinale den Kroaten mit 6:8. In der Platzierungsrunde unterlagen die Serben zweimal und wurden Achte. Savić erzielte sieben Treffer, im Spiel um den siebten Platz war er mit drei Toren bester Torschütze seiner Mannschaft. 1997 gewann die Mannschaft bei den Mittelmeerspielen in Bari im Finale gegen die Kroaten. Zwei Monate später erreichte die Mannschaft aus Serbien und Montenegro mit Siegen über Spanien und Kroatien das Finale bei der Europameisterschaft in Sevilla. Im Finale siegten die Ungarn mit 3:2. Im Jahr darauf bei der Weltmeisterschaft 1998 in Perth unterlag die Mannschaft aus Serbien und Montenegro im Halbfinale den Spaniern mit 3:5. Mit einem 9:5 gegen Australien im Spiel um Bronze erreichte die Mannschaft noch die Medaillenränge. Savić warf acht Turniertore, eins davon im Spiel um Bronze. Bei den Olympischen Spielen 2000 in Sydney gewann die Mannschaft ihre Vorrundengruppe vor Kroaten und Ungarn. Nach einem Viertelfinalsieg über die Australier verlor die Mannschaft das Halbfinale gegen die Ungarn mit 7:8. Im Spiel um Bronze siegte das Team mit 8:3 gegen Spanien. Savić warf im Turnierverlauf acht Tore, darunter eins im Viertelfinale.
2001 bei der Europameisterschaft in Budapest besiegten die Jugoslawen im Viertelfinale die Spanier, im Halbfinale die Kroaten und im Finale die Italiener. Einen Monat später bei der Weltmeisterschaft in Fukuoka gewannen die Jugoslawen das Halbfinale gegen die Russen. Im Finale unterlagen sie den Spaniern mit 2:4. Zwei Jahre später bei der Europameisterschaft in Slowenien erreichte die Mannschaft von Serbien und Montenegro mit einem 11:7-Halbfinalsieg über die Russen das Endspiel, dort besiegte die Mannschaft die Kroaten mit 9:8 nach Verlängerung. Savić warf im Turnierverlauf fünf Tore. Einen Monat später wurde in Barcelona die Weltmeisterschaft 2003 ausgetragen. Nach einer Halbfinalniederlage gegen Italien besiegte die Mannschaft aus Serbien und Montenegro im Spiel um den dritten Platz die Griechen mit 5:3, wobei Dejan Savić in diesem Spiel gesperrt war. Bei den Olympischen Spielen 2004 in Athen belegte die Mannschaft aus Serbien und Montenegro in der Vorrunde den zweiten Platz hinter den Ungarn, den direkten Vergleich gewannen die Ungarn mit 6:4. Mit einem 7:5 über Spanien und einem 7:3 gegen Griechenland erreichte die Mannschaft aus Serbien und Montenegro das Finale. Dort verlor sie mit 7:8 gegen die Ungarn. Savić warf vier Turniertore, davon zwei im Viertelfinale. 2005 nahm die Mannschaft aus Serbien und Montenegro letztmals gemeinsam an einem Turnier teil. Bei der Weltmeisterschaft in Montreal besiegte das Team im Halbfinale die Kroaten mit 5:4 und im Finale die Ungarn mit 8:7.
Nach der Unabhängigkeit Montenegros war Serbien 2006 Gastgeber der Europameisterschaft in Belgrad. Die serbische Nationalmannschaft gewann ihre Vorrundengruppe und bezwang im Halbfinale die Rumänen mit 13:6. Im Finale siegten die Serben mit 9:8 gegen Ungarn. Bei der Europameisterschaft 2008 in Malaga trafen im Finale die Mannschaften aus Montenegro und aus Serbien aufeinander. Montenegro siegte in der Verlängerung mit 6:5 und gewann damit den ersten Titel bei einer internationalen Meisterschaft für das seit 2006 unabhängige Montenegro. Bei den Olympischen Spielen in Peking wurden die Serben in ihrer Vorrundengruppe Dritte. Im Viertelfinale bezwangen sie die Spanier mit 9:5. Nach der 5:10-Niederlage gegen das Team aus den Vereinigten Staaten siegten die Serben im Spiel um Bronze mit 6:4 gegen die Montenegriner, in disem Spiel erzielte Dejan Savić seine einzigen Tore bei diesem Olympiaturnier.
Nach insgesamt 444 Länderspielen beendete Dejan Savić seine internationale Spielerkarriere. 2011 wurde Dejan Savić Trainer bei VK Roter Stern Belgrad. Von 2013 bis 2022 war er Trainer der Nationalmannschaft, teilweise parallel zu seiner Trainerposition bei Roter Stern. In dieser Zeit gewannen die Serben Gold beim olympischen Wasserballturnier 2016 und den erst 2021 ausgetragenen Turnier in Tokio. Hinzu kamen bei Weltmeisterschaften die Goldmedaille 2015 in Kasan und die Bronzemedaille 2017 in Budapest sowie die Europameistertitel 2014, 2016 und 2018. Im Januar 2023 endete auch sein Trainerjob bei Roter Stern.